# Hilara quadrifasciata
Hilara quadrifasciata är en tvåvingeart som beskrevs av Chvala 2002. Hilara quadrifasciata ingår i släktet Hilara och familjen dansflugor. Arten är reproducerande i Sverige. Inga underarter finns listade i Catalogue of Life.